# تشتت النيوترون بزاوية صغيرة

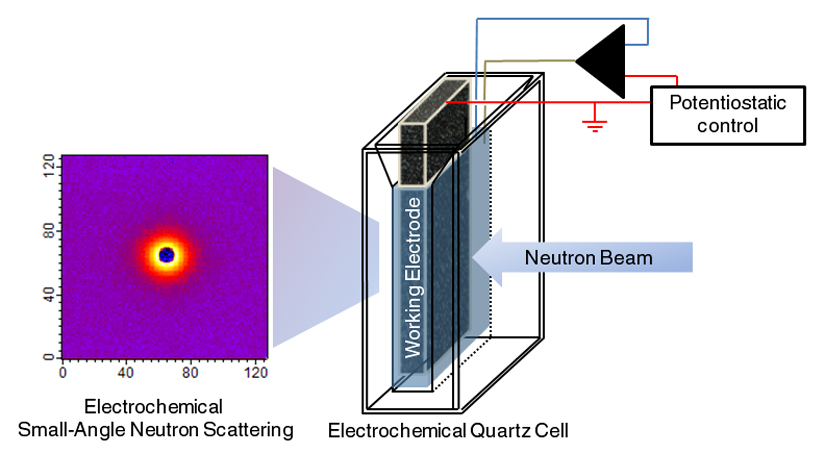
جانب من تشتت النيو ترون

تشتت النيوترون بزاوية صغيرة (يرمز له اختصاراً SANS من Small Angle Neutron Scattering) هو تقنية مخبرية تشبه تبعثر الأشعة السينية بزاوية صغيرة "Small angle x-rays scattering" (SAXS). تساعد في دراسة خواص المادة وعلى الأخص المواد الصلبة حيث تتشتت النيوترونات على حبيبات المادة، كما تساعد على دراسة الخواص المغناطيسية للمواد حيث يتأثر العزم المغزلي المغناطيسي للنيوترون بالمجال المغناطيسي للمادة .
تتشتت النيوترونات عند مرورها خلال مجال مغناطيسي لمادة حديدية بدرجتين مختلفتين بحسب هل المادة ممغنظة أم لا . وتجرى التجارب على العينة من المادة بوضعها بين قطبي مغناطيس كهربائي، ويسلط شعاع النيوترونات عليها بحيث يكون عموديا على اتجاه المغناطيسية . ونقوم بقياس أشعة النيوترونات النافذة خلف العينة بعداد ذو فتحة ضيقة مع تغيير موضعه كل 1 مليمتر عموديا على اتجاه النيوترونات . نجري التجربة مرتين: تجربة والمغناطيس الكهربائي يعمل، وتجربة أخرى بدون مغنطة العينة . نجد فروقا في توزيع النيوترونات خلف العينة، ويمكن استنتاج الخواص المغناطيسية للعينة من التجربتين.

## استخدامه لقياس DNA
يمكن تعيين بعض خواص المواد الحيوية أيضا باستخدام النيوترونات وتشتتها عليها حيث يتشتت النوترون بشدة على ذرات الهيدروجين ويتشتت أضعف من الديوتيريوم وهو الهيدروجين الثقيل . فيمكننا إجراء تجربة تشتت النيوترونات على العينة على طبيعتها أ ي وهي تحتوي عل الهيدروجين، ثم تكرار القياس علي العينة بعد استبدال الهيدروجين في العينة بالهيدروجين الثقيل . نحصل على منائج مختلفة.

## اقرأ أيضا
- حيود
- تشتت
- امتصاص رنيني